# Washington (Carolina del Nord)
Washington è un comune degli Stati Uniti d'America, nella Contea di Beaufort, nella Carolina del Nord, con una popolazione stimata nel 2007 di circa 10 055 abitanti (9.583 secondo il censimento del 2000).
Si tratta della prima cittadina in tutti gli Stati Uniti a prendere il suo nome in onore del primo Presidente degli Stati Uniti George Washington. Fondata nel 1776, Washington è una piccola città rurale soprannominata il cuore degli Inner Banks, ricca di residenze e costruzioni risalenti all'epoca coloniale.
Durante la Guerra di secessione americana la città dovette subire diversi bombardamenti a causa della sua occupazione da parte degli unionisti, all'interno del cortile di una delle abitazioni situate nel cuore storico della cittadina è ancora conservata una palla di cannone sparata dalle navi confederate ormeggiate lungo il fiume Tar; a causa delle ripetute schermaglie tra i due eserciti la città fu quasi interamente rasa al suolo.
Per bene conoscere la storia e la realtà di questa cittadina, sarebbe sufficiente andare nella locale biblioteca e chiedere di visionare il volume Washington on the Pamlico dell'autrice Pauline Worthy, un'opera ormai fuori stampa dove si raccolgono numerose informazioni e aneddoti tratti da conversazioni fatte con gli abitanti del luogo dall'autrice nel 1976.
La cittadina è ricca di attività produttive e commerciali, soprattutto la pesca e il trasporto fluviale lungo le rive del fiume Pamlico.